# Cantón de Tramayes
El cantón de Tramayes era una división administrativa francesa, que estaba situada en el departamento de Saona y Loira y la región de Borgoña.

## Composición
El cantón estaba formado por nueve comunas:
- Bourgvilain
- Clermain
- Germolles-sur-Grosne
- Pierreclos
- Saint-Léger-sous-la-Bussière
- Saint-Pierre-le-Vieux
- Saint-Point
- Serrières
- Tramayes

## Supresión del cantón de Tramayes
En aplicación del Decreto nº 2014-182 de 18 de febrero de 2014, el cantón de Tramayes fue suprimido el 22 de marzo de 2015 y sus 9 comunas pasaron a formar parte del nuevo cantón de La Chapelle-de-Guinchay.